# Jules Demaré
Jules Demaré est un rameur d'aviron français. 

## Carrière
Membre de la Société nautique de la Marne, Jules Démaré remporte la médaille d'or en quatre avec barreur ainsi qu'en huit aux Championnats d'Europe d'aviron 1894 à Mâcon. Aux Championnats d'Europe 1895 à Ostende, il est médaillé d'or en deux avec barreur, en quatre avec barreur et en huit.
Il participe aux Jeux olympiques de 1900 et de Jeux olympiques de 1924, sans obtenir de médaille.